# ツクイヨシヒサ
ツクイヨシヒサ（つくい よしひさ 1975年9月23日 - ）は、日本のマンガ評論家、ライター、編集者。栃木県足利市出身。本名は津久井幹永。有限会社アンド・エーシー代表。

## 経歴
栃木県立足利高等学校、駒澤大学文学部卒業。大学在学中からライターとしての活動を始める。編集プロダクションを経て、フリーライター、編集者として活躍後、2004年に有限会社アンド・エーシー設立。
主にマンガ、野球、各種サブカルを中心に執筆。野球ライターとして雑誌『週刊ベースボール』『野球太郎』など、サブカルライターとして雑誌『週刊SPA!』『AERA』ほか、サイト『コミックナタリー』や各種書籍、ムック等に寄稿。戦国時代、江戸時代、幕末、三国志、時代劇などの歴史分野も手がける。
野球マンガへの造詣は特に深く、メディアに登場する場合は「野球マンガ評論家」という肩書きが使用されることも多い。あだち充の評論を得意とすることで知られる。野球マンガの蔵書は3000冊以上。
『日刊SPA!』『文春オンライン』『QJWeb』ほかにて『この野球マンガがすごい！』の選者を務める。
ポッドキャスト番組『野球マンガ談義　BBC（ベースボール・コミック）らぼ』主宰。

## 人物
小学生のときに出会った『タッチ』と、PL学園のKKコンビによる影響で甲子園に憧れるが、プレイヤーとしては高校時代にあっさりと挫折した。
あだち充好きは以降も続き、最高傑作は『ラフ』だと主張。10代の頃に読んだ『やったろうじゃん!!』も、野球マンガ評論家に至ったきっかけのひとつだと語っている。

## 著作
- 『あだち充は世阿弥である。─秘すれば花、「タッチ」世代の恋愛論』（飛鳥新社,2009年）
- 『ラストイニング 勝利の21か条 ─彩珠学院 甲子園までの軌跡─』（編著、石黒謙吾、中村計、樫本ゆき、村瀬秀信、田口元義、菊地高弘との共著 小学館,2011年）
- 『ヤンキーマンガガイドブック』（共著、稲田豊史編、DU BOOKS,2014）

## 寄稿

### 雑誌
- 『あぶさん』栄光の41年史（「ビッグコミックオリジナル」小学館,2014）
- 野球マンガが描いたパ・リーグ80年代（「僕たちが愛したプロ野球 80年代パ・リーグ」スコラマガジン,2014）
- 珠玉のベスト９発表！ これが「最強の野球マンガだ！」（「週刊大衆ヴィーナス」双葉社,2014）
- 漫画界の名将たち（「野球太郎No.010 高校野球監督名鑑号」廣済堂出版,2014）
- 子どもに見せたい野球の名作（「野球太郎育児」廣済堂出版,2015）
- キャプテンと私（「マンガ　アルチーボ」スポーツニッポン新聞社,2016）
- 球児の熱いハートに学べ！　高校野球マンガ　ベストナイン（「スタンダードネクスト」ノースショア,2017）
- アメリカに野球マンガはない？ ベースボール大国の気になるコミック事情（「文春野球コラム ウィンターリーグ」,2017）
- 特集「熱闘！ 野球マンガ」（「てんとう虫」,2022）
- 野球マンガを変えた名セリフ　（「kotoba」集英社,2025）

### 書籍
- 野球漫画短編集『変華球』（小学館,2022） 「解説　── 巻末に寄せて」執筆
- 『今日から俺は!!』作品論（「漫画家本vol.8 西森博之本」小学館,2018）

### Web
- 高校野球マンガ「あの地区予選がスゴかった！」10選（「集英社オンライン」,2022年）
- 高校野球マンガ「あの甲子園の熱闘がスゴかった」10選（「集英社オンライン」,2022年）
- 水島新司が野球マンガに残したもの（QJWeb,2022）
- 私の名作・第1回　あだち充『ラフ』（コミックナタリー,2022）

## 編集
- 磯山さやかの女子マネ野球主義（磯山さやか著、ゴマブックス,2006年）

## 出演・協力

### テレビ
- ぼくらはマンガで強くなった（NHK BS1）取材協力[10]
- News zero（日本テレビ）コメント出演[11]

### ラジオ
- 文化放送ライオンズナイター（文化放送）ゲスト出演[12]
- 渋谷のライトスタンド（渋谷のラジオ）ゲスト出演[13]

### イベント
- 「この“野球マンガ編集者”がすごい！」　登壇[14]
- 「この野球マンガがすごい！」ナイト 「大甲子園」編[15]　登壇
- 「この野球マンガがすごい！」ナイトVol.2　「伝説の編集者」編[16]　登壇